# Carlos Lorca
Carlos Enrique Lorca Tobar (Santiago, 19 de noviembre de 1944-desaparecido en 1975) fue un médico y político socialista chileno que ejerció como diputado de la República. Lorca fue, junto al diputado radical Gastón Lobos Barrientos, uno de los dos parlamentarios detenidos desaparecidos durante la dictadura militar, entre 1973 a 1990.

## Biografía
Hizo sus estudios secundarios en el Instituto Nacional José Miguel Carrera, para luego ingresar a estudiar medicina a la Universidad de Chile, fue secretario general de su Federación de Estudiantes (FECh).
En 1971 fue elegido secretario general de la Juventud Socialista.
Lorca fue elegido diputado por la 22ª Agrupación Departamental que incluía Valdivia, Panguipulli, La Unión y Río Bueno, siendo uno de los más jóvenes miembros de la Cámara.
Después del golpe de Estado, uno de los primeros objetivos de la Junta Militar fue la desarticulación de los partidos que conformaban la Unidad Popular. Entre ellos, los que fueron objeto de mayor represión, fueron el Partido Socialista y el Partido Comunista. Pasado el 11 de septiembre de 1973, como integrante de la Comisión Política del Comité Central de su partido, le tocó refundarlo desde la clandestinidad una vez que cayeran dos dirigencias clandestinas en manos de la policía secreta. En esto se encontraba cuando fue detenido junto a la dirigencia del partido por fuerzas de la Dirección de Inteligencia Nacional (DINA) el 25 de junio de 1975 y trasladado al centro de detención y torturas de Villa Grimaldi, donde se pierde su rastro.
Su caso se encuentra consignado en el llamado Informe Rettig de la Comisión Nacional de Verdad y Reconciliación.

## Anécdotas
Mientras el presidente Sebastián Piñera daba su cuenta pública al Congreso Nacional, el 21 de mayo de 2011, recordó los nombres de distintos ex parlamentarios fallecidos. Entre ellos recordó el nombre de Jaime Guzmán, de quien dijo se trataba del único caso de un parlamentario asesinado en el ejercicio de su cargo. El diputado Alfonso de Urresti, presente en la sala, interpeló al presidente, exigiendo que se incluyera el nombre de Carlos Lorca, quien se cree habría sido asesinado en 1975, ante lo cual el presidente interrumpió su alocución, afirmando que conoció a Carlos Lorca, por quien guardaba admiración y cariño.

## Informe Rettig
Familiares de Carlos Lorca presentaron su caso ante la Comisión Rettig, Comisión de Verdad que tuvo la misión de calificar casos de detenidos desaparecidos y ejecutados durante la dictadura. Sobre el caso de Carlos Lorca, el Informe Rettig señaló que:

“El mismo 25 de junio, fueron detenidos en una lavandería de calle Maule, lugar en que se producían contactos e intercambio de directrices dentro del PS, Carlos Enrique LORCA TOBAR, de 30 años, médico, ex diputado y miembro de la Comisión Política del Comité Central del PS, y Modesta Carolina WIFF SEPULVEDA, de 34 años, asistente social.  Ella actuaba como enlace con la dirección y tenía, además, funciones en la ejecución de las tareas de ese partido.

Unas horas después de la detención de Modesta Carolina Wiff, fue allanada por agentes de la DINA su casa. 
Todos los recursos de amparo intentados para obtener la libertad de los detenidos resultaron infructuosos.  Asimismo, la querella criminal seguida por los familiares como consecuencia de su captura, concluyó con que el Tribunal del Crimen se declaró incompetente y ordenó remitir los antecedentes a la Justicia Militar.
La Comisión ha recibido testimonios suficientes que le permiten tener la convicción que ambos fueron detenidos y llevados al recinto de la DINA de Villa Grimaldi.  Desde este momento, no se ha sabido nada de ellos.  

La Comisión está convencida de que su desaparición fue obra de agentes del Estado, quienes violaron así sus derechos humanos”.

## Proceso judicial en democracia
El caso de Carlos Lorca fue investigado por ministro de la Corte de Apelaciones de Santiago, Miguel Vázquez Plaza, en el caso que se denominó "Comité Central Partido Socialista" que tuvo como fin el investigar a los responsables de la detención y desaparición de 11 integrantes del Comité Central del Partido Socialista, detenidos en diversas fechas del año 1975 por agentes de la DINA. 
Los 11 militantes socialistas que son parte de este caso son: 
- Alfredo Rojas Castañeda,
- Adolfo Ariel Mancilla Ramírez,
- Michelle Peña Herreros,
- Ricardo Ernesto Lagos Salinas,
- Exequiel Ponce Vicencio,
- Mireya Rodríguez Díaz,
- Carlos Lorca,
- Carolina Wiff Sepúlveda,
- Rosa Soliz Poveda,
- Sara Donoso Palacios y
- Jaime Eugenio López Arellano.[3]

El 18 de diciembre de 2018 el magistrado Miguel Vázquez Plaza, condenó a seis exmiembros de la Dirección de Inteligencia Nacional (DINA), por su responsabilidad en los delitos de secuestro calificado de 11 integrantes del Comité Central del Partido Socialista. En el fallo el ministro condenó a Raúl Eduardo Iturriaga Neumann a la pena de 20 años de prisión efectiva, como coautor de los delitos de secuestro calificado de Alfredo Rojas Castañeda, Michelle Marguerite Peña Herreros, Ricardo Ernesto Lagos Salinas, Mireya Herminia Rodríguez Díaz y Exequiel Ponce Vicencio.
En tanto, los exagentes Rolf Gonzalo Wenderoth Pozo y Manuel Andrés Carevic Cubillos deberán purgar 18 años de prisión, como coautores de los secuestros calificados de Alfredo Rojas Castañeda, Adolfo Ariel Mancilla Ramírez, Michelle Marguerite Peña Herreros, Ricardo Ernesto Lagos Salinas, Exequiel Ponce Vicencio, Mireya Herminia Rodríguez Díaz, Carlos Enrique Lorca Tobar, Modesta Carolina Wiff Sepúlveda, Rosa Elvira Soliz Poveda, Sara de Lourdes Donoso Palacios y Jaime Eugenio López Arellano.
En el caso de Gerardo Ernesto Urrich González, el ministro lo condenó a 16 años de prisión efectiva, como coautor de los delitos de secuestro calificado de Michelle Marguerite Peña Herreros, Ricardo Ernesto Lagos Salinas, Exequiel Ponce Vicencio, Mireya Herminia Rodríguez Díaz, Carlos Enrique Lorca Tobar, Modesta Carolina Wiff Sepúlveda, Rosa Elvira Soliz Poveda, Sara de Lourdes Donoso Palacios y Jaime Eugenio López Arellano.
Finalmente, los agentes represores: Miguel Krassnoff Martchenko, deberá cumplir 15 años y un día de prisión, en calidad de autor de los delitos de secuestro calificado de Alfredo Rojas Castañeda y Exequiel Ponce Vicencio; y Juvenal Alfonso Piña Garrido, 12 años de prisión, como coautor de los secuestros calificados de Alfredo Rojas Castañeda, Michelle Marguerite Peña Herreros, Ricardo Ernesto Lagos Salinas, Mireya Herminia Rodríguez Díaz y Exequiel Ponce Vicencio. En la causa, se decretó la absolución del agente Jorge Madariaga Acevedo.
En la etapa de investigación, el ministro en visita logró establecer la siguiente secuencia de hechos: 
“a) Que, a fines de 1973 una importante dotación de funcionarios de las distintas Fuerzas Armadas y de Orden, fueron llevados en grupos, a dependencias del Ejército de Chile ubicado en Rocas de Santo Domingo, siendo en su mayoría del Ejército y Carabineros de Chile, a los que se entregaron conocimientos para la represión y combate a militantes y dirigentes de partidos políticos de la época.
b) Que, con posterioridad a estos cursos de instrucción básica de inteligencia, los asistentes fueron destinados a la Dirección Nacional de Inteligencia, siendo desplegados a diversos cuarteles, para desarrollar la represión de grupos políticos, entre ellos el Partido Socialista, para lo cual contaban con una estructura consistente en una Brigada de Inteligencia Metropolitana, con un Director o Jefe y su respectiva Plana Mayor, contando para ello con Agrupaciones o Brigadas, como Lautaro, Caupolicán y Purén, siendo esta última la encargada principal de la represión de la dirigencia del Partido Socialista, sin perjuicio de que podían operar juntas o intercambiar integrantes con las otras agrupaciones, para lo cual, además, contaban con centros clandestinos de detención.
c) Que, en la Plana Mayor de Villa Grimaldi, se realizaba un listado periódico de los detenidos, según la información proporcionada por las Brigadas Purén y Caupolicán.
d) Que, el 4 de marzo de 1975 fue detenido, al salir de su trabajo en dirección a su domicilio, Alfredo Rojas Castañeda, por agentes de la Dirección de Inteligencia Nacional, DINA, el que fue visto por testigos en el centro de detención Villa Grimaldi, desconociéndose desde esa fecha su paradero actual.
e) Que, el 14 de marzo de 1975, agentes de la DINA detuvieron a Adolfo Ariel Mancilla Ramírez en el domicilio de calle Ricardo Cumming N.º 732 de Santiago, y fue visto recluido en el recinto ilegal de detenidos Villa Grimaldi, desconociéndose desde esa fecha su paradero.
f) Que, el 25 de junio de 1975, cerca de las 01:00 horas, Exequiel Ponce Vicencio, miembro del Comité Central del Partido Socialista de Chile, fue detenido por agentes de la DINA en calle Tocornal N.° 557, en compañía de su enlace Mireya Rodríguez Díaz, trasladándolo al centro de detención Villa Grimaldi, desconociéndose desde esa fecha su paradero.
g) Que, el 25 de junio de 1975, cerca de las 01:00 horas, Mireya Herminia Rodríguez Díaz, quien se desempeñaba como enlace del Partido Socialista, fue detenida en calle Tocornal N.º 557, Santiago, cuando estaba en compañía de Exequiel Ponce Vicencio por agentes de la DINA, quienes la llevaron al centro ilegal de detenidos Villa Grimaldi, desconociéndose su paradero actual.
h) Que, entre el 20 y el 25 de junio de 1975, Ricardo Ernesto Lagos Salinas, integrante del Partido Socialista y miembro de su Comité Central, fue detenido por agentes de la DINA en el sector de Villa Las Rejas y llevado al recinto de Villa Grimaldi, desconociéndose su paradero actual.
i) Que, entre el 20 y el 25 de junio de 1975, Michelle Marguerite Peña Herreros, integrante del Partido Socialista, fue detenida por agentes de la DINA en el sector de Villa Las Rejas, siendo trasladada al recinto de Villa Grimaldi, desconociéndose su paradero actual.
j) Que, alrededor de las 16:00 horas del 25 de junio de 1975, Carlos Enrique Lorca Tobar, militante del Partido Socialista e integrante del Comité Central, cuando llegó al domicilio de Maule N.º 130, comuna de Santiago, donde vivía Modesta Wiff Sepúlveda, en circunstancias que la casa había sido ocupada horas antes por agentes de la DINA, fue detenido y trasladado a Villa Grimaldi, siendo visto por otros prisioneros y parte de la tortura a la que fue sometido, desconociéndose su actual paradero.
k) Que, alrededor de las 16:00 horas del 25 de junio de 1975, Modesta Carolina Wiff Sepúlveda, quien se desempeñaba como enlace del Partido Socialista, fue detenida en el domicilio de Maule N.º 130, comuna de Santiago, por agentes de la DINA que previamente habían ocupado la casa, para luego trasladarla a Villa Grimaldi, desconociéndose su actual paradero
l) Que, el 7 de julio de 1975, Rosa Elvira Soliz Poveda, quien se desempeñaba como enlace del Partido Socialista, fue detenida por agentes de la DINA, siendo vista después en poder de sus captores al interior de un vehículo, desconociéndose su paradero actual.
m) Que, el 15 de julio de 1975, a las 08:30 horas, llegando al consultorio donde trabajaba, ubicado en Independencia N.° 1345, comuna de Independencia, Sara de Lourdes Donoso Palacios, que se desempeñaba como enlace del Partido Socialista, fue detenida por agentes de la DINA, siendo vista después al interior de un vehículo de la DINA en poder de sus captores, desconociéndose su paradero actual.
n) Que, Jaime Eugenio López Arellano, militante del Partido Socialista de Chile e integrante de su Comisión Política, fue detenido por la DINA los últimos días de diciembre de 1975 y llevado a Villa Grimaldi, donde fue visto hasta el mes de marzo de 1976 aproximadamente, desconociéndose su actual paradero.

## Historia Electoral

### Elecciones parlamentarias de 1973
Elecciones parlamentarias de 1973 para 22ª Agrupación Departamental, Valdivia.
| Candidato                                 | Partido                    | Votos   | %       | Resultado |
| ----------------------------------------- | -------------------------- | ------- | ------- | --------- |
| A. Confederación de la Democracia         |                            |         |         |           |
| Eduardo Koenig Carrillo                   | PDC                        | 13 389  | 13,46 % | Diputado  |
| Pabla Toledo Obando                       | PDC                        | 9439    | 9,49 %  |           |
| José Huaquín Dipp                         | PIR                        | 1651    | 1,66 %  |           |
| Enrique Larre Asenjo                      | PN                         | 13 074  | 13,14 % | Diputado  |
| Agustín Acuña Méndez                      | PN                         | 13 754  | 13,83 % | Diputado  |
| Votos de Lista                            | CODE                       | 412     | 0,41 %  |           |
| B. Unidad Popular                         |                            |         |         |           |
| Carlos Lorca Tobar                        | PS                         | 13 832  | 13,90 % | Diputado  |
| Samuel Pérez Huerta                       | PR                         | 2147    | 2,16 %  |           |
| Héctor Ormeño Salazar                     | MAPU                       | 1745    | 1,75 %  |           |
| Hernán Olave Verdugo                      | PS                         | 16 775  | 16,86 % | Diputado  |
| Guillermo Teillier del Valle              | PCCh                       | 12 630  | 12,70 % |           |
| Votos de Lista                            | UP                         | 626     | 0,63 %  |           |
| Votos válidamente emitidos                | Votos válidamente emitidos | 99 474  | 98,78 % |           |
| Votos nulos                               | Votos nulos                | 949     | 0,94 %  |           |
| Votos en blanco                           | Votos en blanco            | 280     | 0,28 %  |           |
| Total de votos emitidos                   | Total de votos emitidos    | 100 703 | 100 %   |           |
| Fuente: Dirección del Registro Electoral. |                            |         |         |           |